# Nonvilliers-Grandhoux
Nonvilliers-Grandhoux település Franciaországban, Eure-et-Loir megyében. Lakosainak száma 431 fő (2022. január 1.). Nonvilliers-Grandhoux Les Corvées-les-Yys és Saint-Éman községekkel határos.

## Népesség
A település népességének változása:
| Lakosok száma | 341  | 309  | 315  | 387  | 427  | 427  | 427  | 431  | 434  | 431  |
|               | 1968 | 1982 | 1990 | 2006 | 2013 | 2015 | 2017 | 2019 | 2020 | 2022 |